# Nadel-Sumpfbinse
Die Nadel-Sumpfbinse (Eleocharis acicularis), benannt nach ihren nadelspitzigen (lateinisch acicularis) Blättern, auch Nadel-Sumpfsimse oder Nadelsimse genannt, ist eine Pflanzenart in der Gattung Sumpfbinsen (Eleocharis) innerhalb der Familie der Sauergrasgewächse (Cyperaceae). Sie ist in Eurasien und in der Neuen Welt weitverbreitet. Diese Sumpfpflanze wird auch in der Aquaristik verwendet.

## Beschreibung

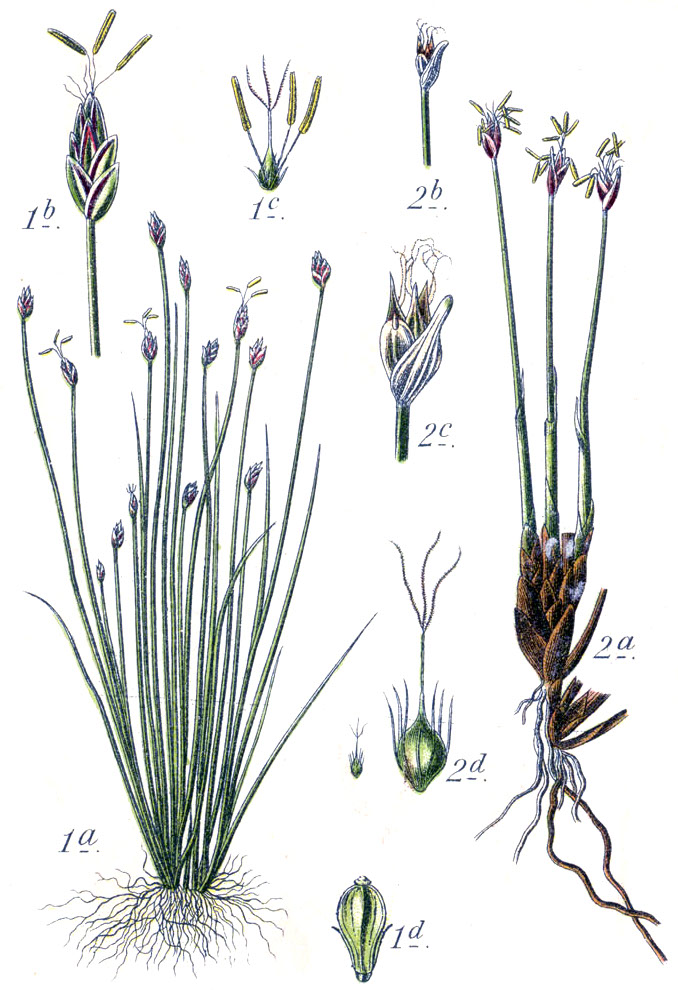
Nadel-Sumpfbinse in der Illustration links (1a bis c); rechts ist die Rasenbinse (Trichophorum cespitosum) dargestellt (2a bis d)

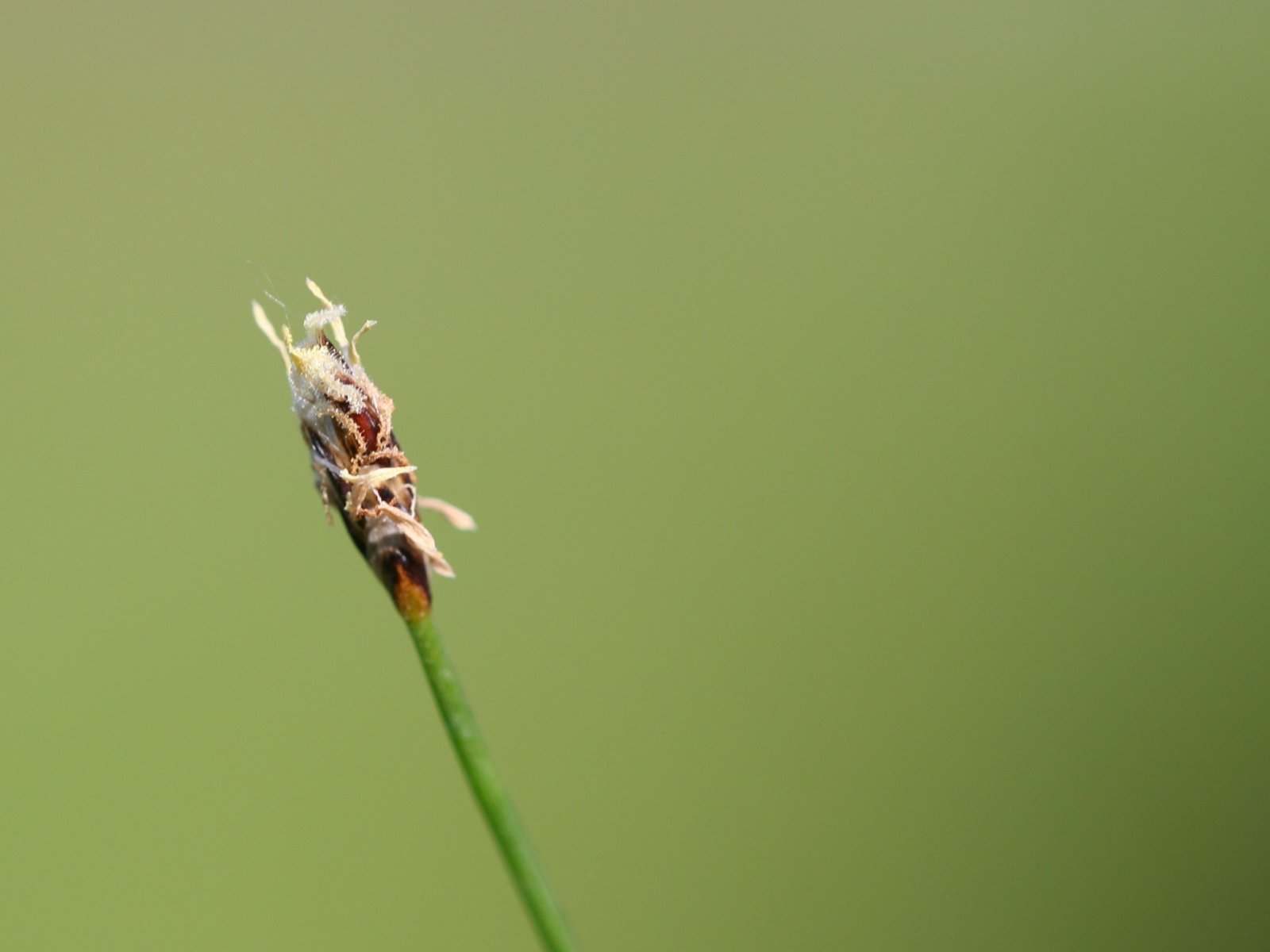
Blütenstand

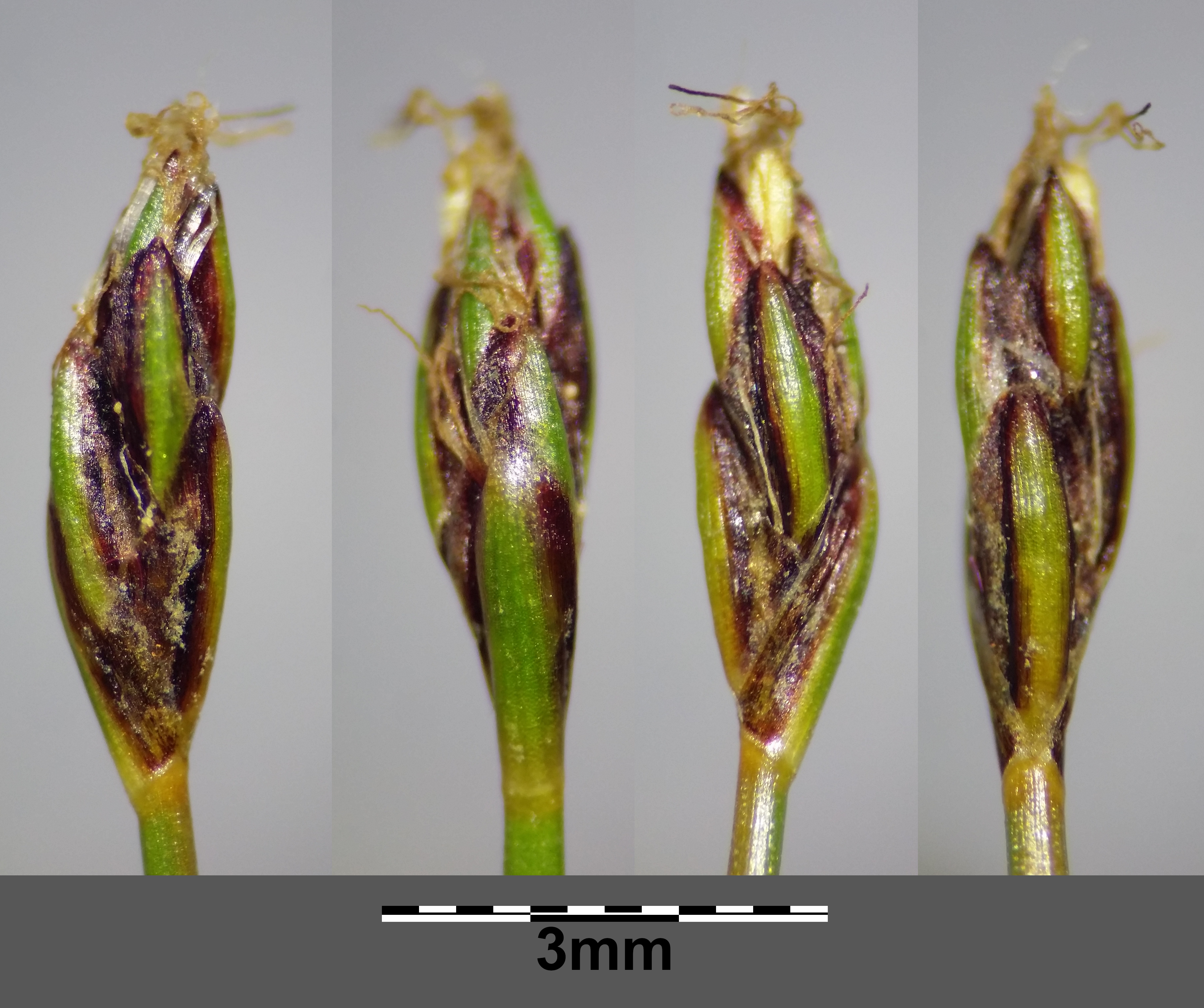
Ährchen

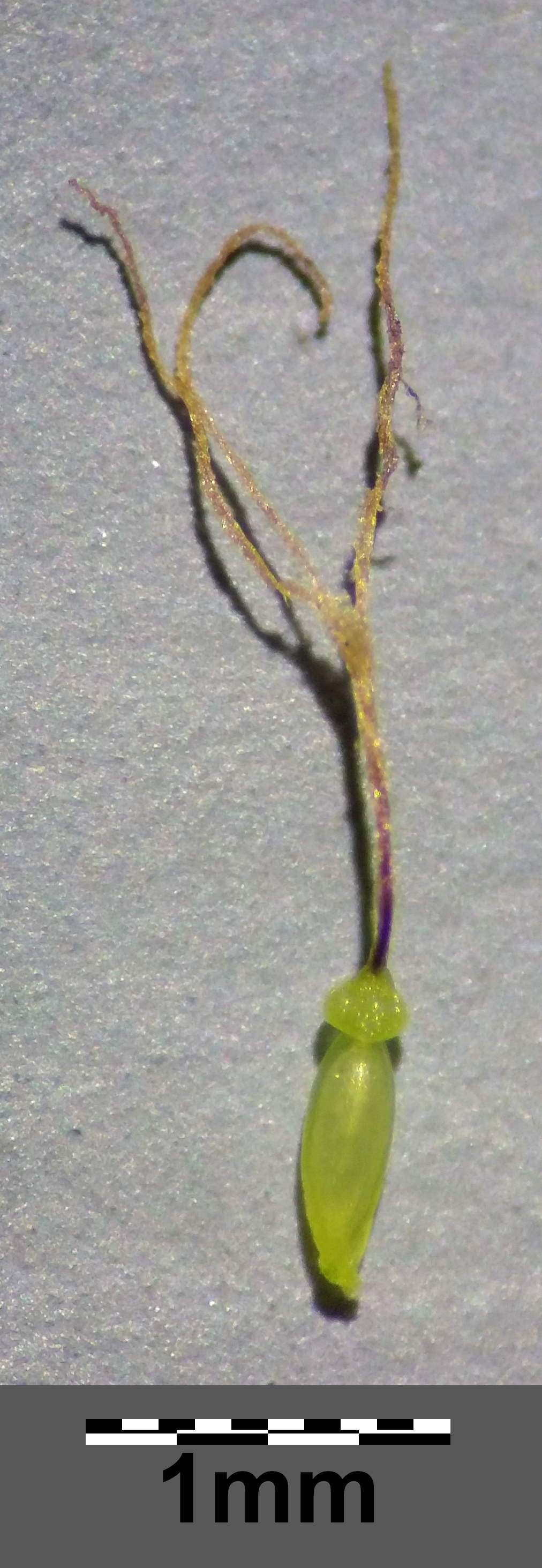
Junge Frucht mit Griffel

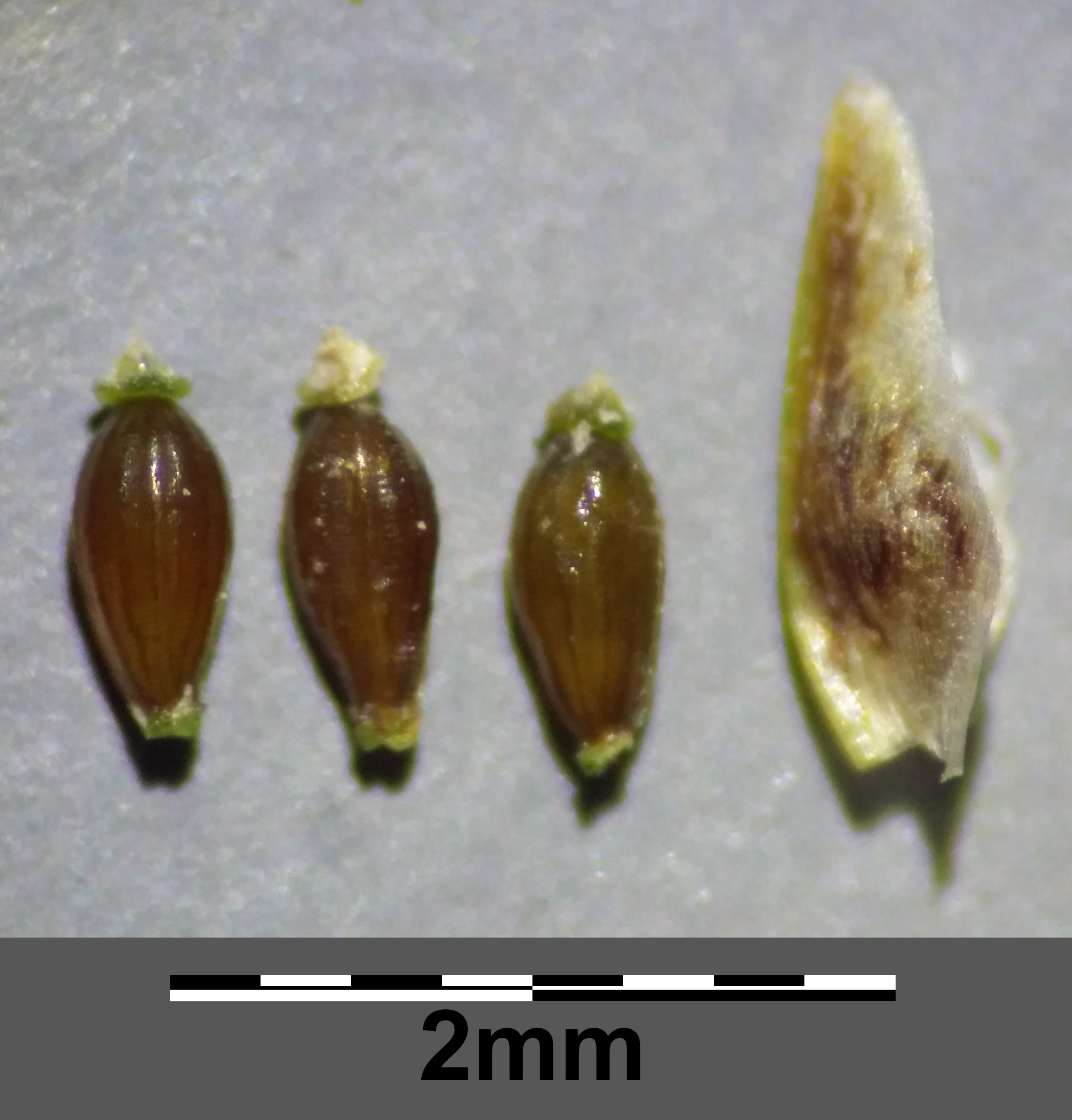
Früchte

### Vegetative Merkmale
Die Nadel-Sumpfbinse ist eine überwinternd grüne, ausdauernde krautige Pflanze, die Wuchshöhen von 2 bis 15, selten bis zu 20 Zentimetern erreicht. Sie wächst mit einem kriechenden Rhizom, das verzweigt sein kann und an den Enden nicht verdickt ist, oder mit Ausläufern, rasenförmig. Die fadendünnen glatten, hellgrünen Stängel sind vierkantig und gefurcht. Es existiert keine Blattspreite, die Blattscheiden sind an der Basis purpurfarben.

### Generative Merkmale
Die Blütezeit reicht von Juni bis Oktober. 3 bis 8, selten bis zu 15 Blüten stehen in einem 2 bis 4, selten bis zu 7 Millimeter langen, 1 bis 2 Millimeter breiten und spitzen Ährchen zusammen. Die Tragblätter sind braun und haben einen weißen Rand. Die unterste Spelze ist stängelumfassend und nicht anders gestaltet als die übrigen. Es sind entweder keine oder bis zu vier sehr hinfällige Perigonborsten vorhanden, die bis zu etwa halb so lang wie die Nüsschen sind. Der Griffel endet in drei Narben. Die Nussfrucht ist längs gerippt. Sie ist länglich verkehrt eiförmig, 1 Millimeter lang und 0,5 Millimeter breit. Sie hat etwa 12 Längsrippen, die durch Wände der Epidermiszellen quer verbunden sind, sodass die Frucht gittermaschig erscheint.
Die Chromosomenzahl beträgt 2n = 20.

## Ökologie
Bei der Nadel-Sumpfsimse handelt es sich um einen helomorphen, hydromorphen Hydrophyten sowie Hemikryptophyten.
Die Bestäubung erfolgt durch den Wind (Anemophilie). Die weiblichen Blütenorgane reifen vor den männlichen (Proterogynie).
Es erfolgt Windausbreitung oder Klettausbreitung.

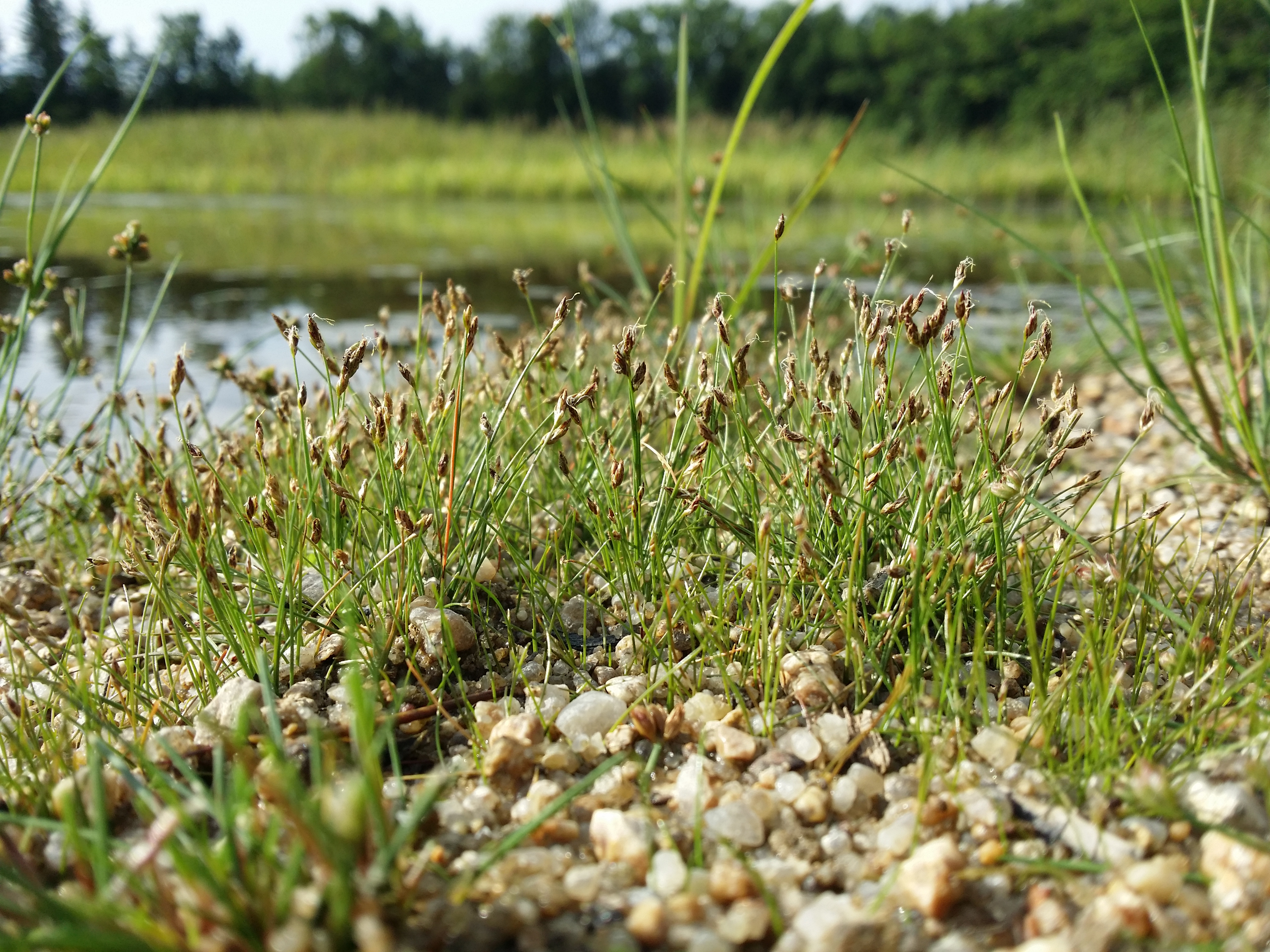
Nadel-Sumpfbinse im Habitat

## Vorkommen
Die Nadel-Sumpfbinse ist in Eurasien und in der Neuen Welt weitverbreitet. In Mitteleuropa ist sie selten, und sie fehlt dort auch gebietsweise, aber sie bildet an ihren Standorten meist kleinere Bestände, die sich zwischen Frühling und Frühsommer rasch flächig entwickeln. In Australien ist sie wahrscheinlich ein Neophyt.
Die Nadel-Sumpfbinse gedeiht am besten auf zumindest zeitweise überschwemmten, mäßig nährstoffreichen, basen- und oft auch kalkreichen, aber meist kalkarmen Sand-, Kies-, Ton-, Schlamm- oder Geröllböden.
Die ökologischen Zeigerwerte nach Landolt et al. 2010 sind in der Schweiz: Feuchtezahl F = 5w+ (überschwemmt aber stark wechselnd), Lichtzahl L = 4 (hell), Reaktionszahl R = 4 (neutral bis basisch), Temperaturzahl T = 3+ (unter-montan und ober-kollin), Nährstoffzahl N = 2 (nährstoffarm), Kontinentalitätszahl K = 3 (subozeanisch bis subkontinental), Salztoleranz = 1 (tolerant).
Die Nadel-Sumpfbinse wächst vorzugsweise an flachen Ufern von Seen, wechseltrockenen Teichen sowie Altwässern, in Gräben und auf feuchten Wiesen. Sie kommt in Mitteleuropa in der collinen bis montanen Höhenstufe in Höhenlagen bis zu 1000 Metern vor. Nach Braun-Blanquet und Rübel kommt sie auch am Grund des Lago nero im Gebiet der Bernina bei 2200 Meter Meereshöhe vor, entwickelt aber nur sterile Triebe. Sie bevorzugt Standorte, die vom Herbst bis zum Frühjahr überwiegend trocken liegen und sommerliche Wärme haben.
In Deutschland liegen die Hauptvorkommen in kurzlebigen Schlammboden-Pionierfluren. Eleocharis acicularis ist Kennart Assoziation Eleocharitetum acicularis aus dem Verband Eleocharition acicularis. Sie kommt oft im Kontakt mit Gesellschaften des Verbands Nanocyperion vor. Am Bodensee gedeiht sie bis zu 1,5 Meter Wassertiefe.
Die Nadel-Sumpfsimse wurde 1996 in der Roten Liste der gefährdeten Pflanzenarten Deutschlands als  gefährdet bewertet.

## Taxonomie und Systematik
Die Nadel-Sumpfbinse wurde 1753 durch Carl von Linné in Species Plantarum, Tomus 1, S. 48 als Scirpus acicularis erstbeschrieben. Die Art wurde durch Johann Jakob Roemer und Josef August Schultes in Caroli a Linné ... Systema vegetabilium ..., ed. 15 bis, Band 2, S. 152 als Eleocharis acicularis (L.) Roem. & Schult. in die Gattung Eleocharis gestellt.
Man kann bei der Nadel-Sumpfbinse die folgenden Varietäten unterscheiden:
- Eleocharis acicularis var. acicularis: Sie kommt von den gemäßigten Zonen der Nordhalbkugel bis ins westliche Südamerika vor.[7][8]
- Eleocharis acicularis var. porcata S.G.Sm.: Sie kommt von Kanada bis zu den Vereinigten Staaten vor.[7][8]

## Nutzung
Sie wird auch als Aquarienpflanze verwendet.